# Eduardo Kingman
Eduardo Kingman Riofrío (Loja, Provincia de Loja, 3 de febrero de 1913 - Quito, 27 de noviembre de 1997), conocido como El pintor de las manos, fue un pintor, dibujante, grabador y muralista ecuatoriano, considerado como uno de los maestros del expresionismo y el indigenismo ecuatoriano del siglo XX junto a Oswaldo Guayasamín y Camilo Egas.

## Biografía
Para el año 1906, la empresa minera estadounidense South America Develoment Company requería servicios médicos para los empleados importantes de la mina aurífera de Portovelo, ya que según un informe escrito de la compañía, Portovelo debía ser un caserío miserable donde unas pocas familias llenas de paludismo llevan una existencia por demás personas. Esta fue la razón que llevó al médico Edward Kingman, de Newtown, Connecticut, a Ecuador.

### Familia y vida en Estados Unidos

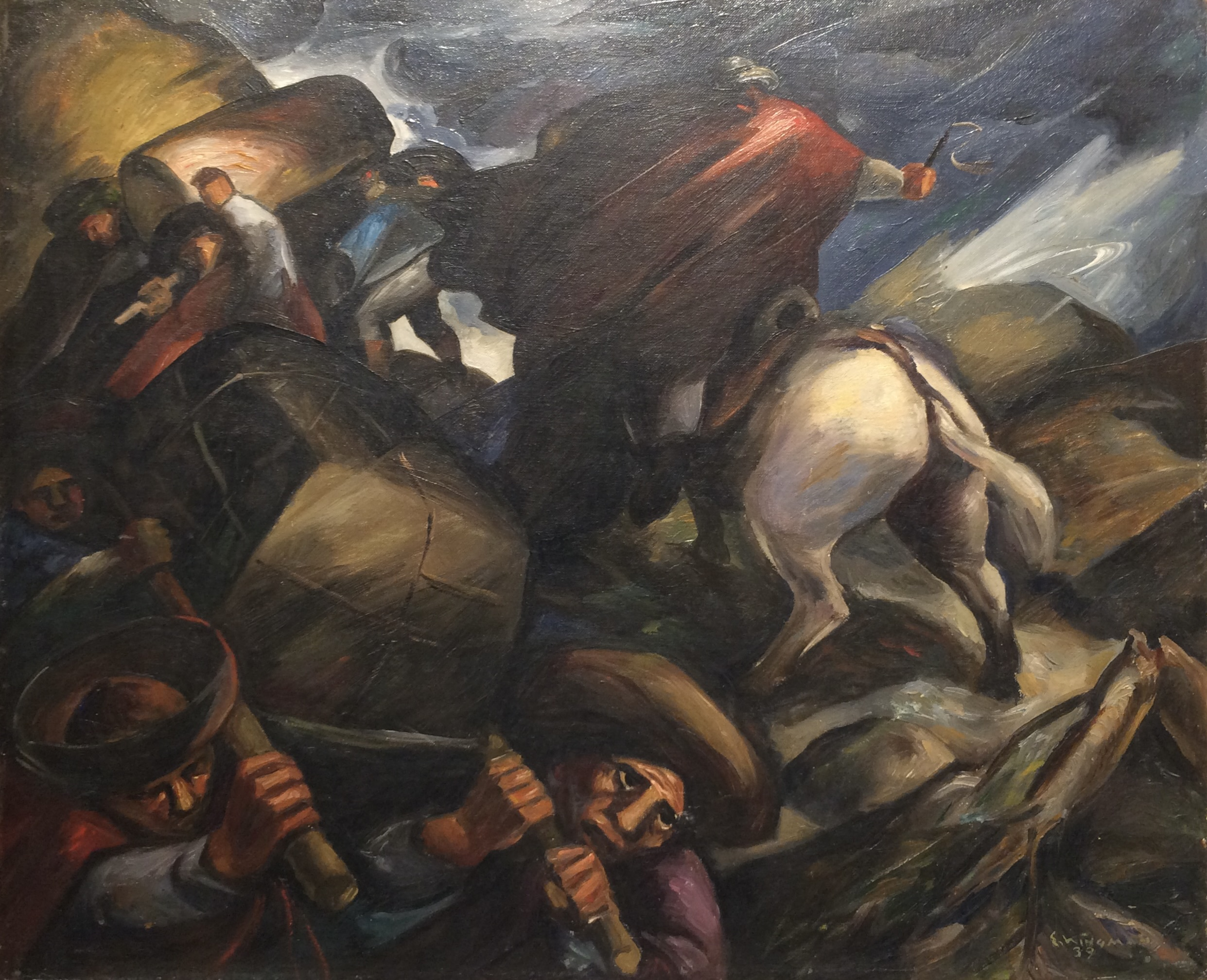
Los Guandos (1939), óleo sobre lienzo. MuNa, Quito.

Desde Loja, que se encontraba  a un día de viaje de la mina de Portovelo, se llamó a Kingman para que atendiese a dos pacientes. Al primero no le dio esperanzas de vida, pero pudo tratar a la aristócrata lojana Rosita Riofrío, viuda de Córdoba. Al poco tiempo, Edward Kingman y Rosita Riofrío contrajeron matrimonio y tuvieron tres hijosː Eunice, Eduardo y Nicolás Kingman Riofrío (periodista, escritor y político).
A los pocos años, Edward Kingman regresaría a Estados Unidos movido por una nostalgia muy grande y dejando en Ecuador a su esposa y sus hijos junto con una herencia de cien mil Sucres, cantidad muy estimable para la época. Eventualmente, gastar los ingresos para mantener el estilo de vida de la familia junto con ruinosos negocios colocados en manos de Rafael Riofrío, terminarían por dilapidar el dinero con el que disponían y llevaron a la familia a medidas extremas como la venta de la casa, acoso de los acreedores y un ambiente ambiguo para la pequeña familia de ricos aristócratas venidos a menos. La presión y el ambiente obligaron a la familia a mudarse a Quito en 1918. Uno de los recuerdos más importantes que dejaron en su casa en Loja, era el dibujo de un dragón hecho con tizones de cocina que se encontraba en uno de los corredores entablados que se conectaban con el patio, realizado por el joven Eduardo y era, como él decía, el dragón de la guerra, el cual la familia mostraba orgullosa a todas las visitas.
La primera impresión en Kingman a su llegada no fue la más grata, Quito le pareció una ciudad triste, como cualquier otra gran ciudad -aunque aquella fuera una pequeña gran ciudad-. Se instalaron en una casa, en aquel entonces, a las afueras de la ciudad, al norte, en la 10 de Agosto y Colón. Sus estudios primarios los realizó en la escuela anexa del normal Juan Montalvo, posteriormente estudiaría durante un año en el Colegio Nacional Mejía. Pero la atracción por el arte era cada vez más fuerte, hasta que en 1928 ingresa en la Escuela de Bellas Artes de Quito que se encontraba en el parque de la Alameda.

### Estudios

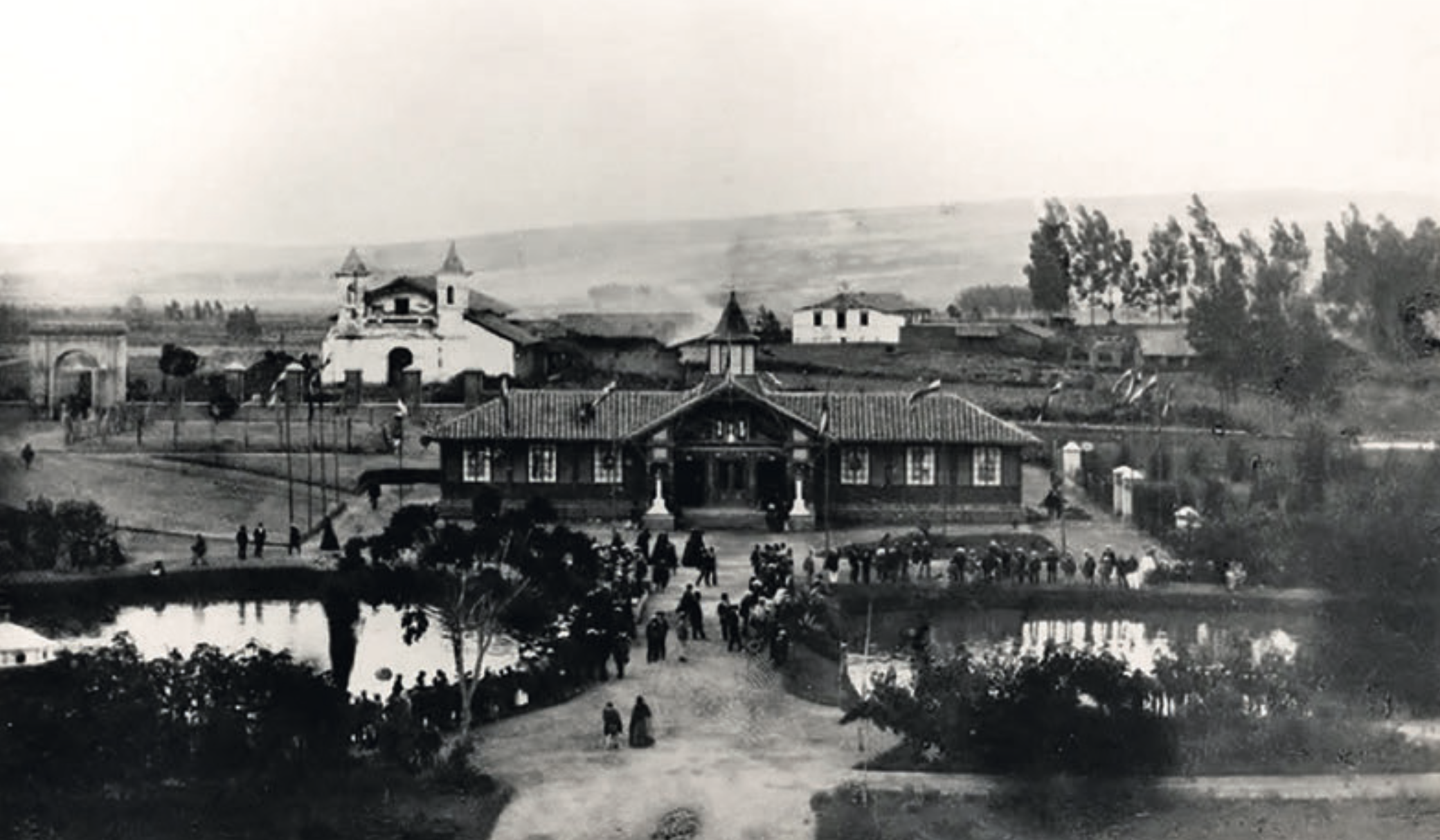
Escuela Bellas Artes de Quito

Desde niño demostró su gusto por pintar y fue por esto que al término del primer curso de la secundaria decidió cambiarse a la Escuela de Bellas Artes de Quito.
Fue matriculado en la escuela anexa al Normal Juan Montalvo donde realizó la primaria, pero como dibujaba desde niño, al terminar el primer curso de secundaria en el Mejía decidió cambiarse a la Escuela de Bellas Artes y allí siguió tres años con Víctor Mideros, que "pasaba de una pintura indigenista estilizada hacia regiones de simbolismo convencional e ilustración bíblica colorista y efectista, con predilección por lo escatológico". Igualmente el escultor Luis Mideros influía sobre el gusto semiclásico reinante, y sus alumnos se rebelaban contra esas formas alejadas de la realidad y hasta domesticadoras, sin que por ello renunciaran al arte del maestro. Otros profesores como Pedro León y Camilo Egas también eran pintores notables.

## Posada de las Artes Kingman
Gran parte de las obras de Eduardo Kingman se encuentran expuestas en la Posada de las Artes Kingman en la ciudad de Quito, el cual se encuentra bajo la dirección de su hija Soledad Kingman Jijón. La Posada de la soledad actualmente se encuentra en remodelación debido a problemas estructurales, por lo cual se realizó un convenio con el Municipio de Rumiñahui para que restaure la casa, mientras que algunos cuadros de Kingman siguen en manos de museos y coleccionistas privados.
El tesón y el cariño de los herederos y familiares del maestro Eduardo Kingman, permitieron hacer realidad su deseo de convertir a la Posada de la Soledad en este museo, para que la comunidad conozca su trayectoria dentro de la plástica nacional. El 27 de mayo del 2002, se inauguró oficialmente la Casa Museo de Kingman, museo, cuyos ambientes servirán para la exposición de su vasta obra y sus colecciones de arte colonial. En la casa, de una antigua panadería se instala-ron, conservando su bello estilo rústico, nueve salas que exhiben obras del maestro, realizadas en varias técnicas y temáticas. Allí están 30 óleos, 50 plumillas y 28 acuarelas, junto a obras coloniales, íconos, mobiliario antiguo y pinturas de importantes artistas ecuatorianos y extranjeros.

### Murales
- Hacienda "La Granja"
- Cuatro murales en el ex - Ministerio de Agricultura.
- En el Filosofado de San Gregorio, Quito.
- Club "El Prado".
- Instituto Geográfico Militar, Quito.
- Templo de la Patria en Quito

## Desarrollo de su carrera en Guayaquil
La economía ecuatoriana pasaba por uno de sus peores momentos en la historia. La Gran Depresión afectaba la economía de los países dependientes económicamente de Estados Unidos, uno de los más afectados fue Ecuador. Esto, junto a las revueltas sindicales que se produjeron en los años veinte, colocaron a las clases populares de Guayaquil y la costa ecuatoriana en una situación muy difícil. Años tan críticos y convulsionados no fueron nada fáciles para la familia Kingman que se alojaron junto a una pequeña pero influyente colonia de lojanos radicados en Guayaquil. La situación económica hizo que doña Rosita presionara a Eduardo para que se inscriba en una Escuela de Contabilidad para que aportara ingresos al hogar. Kingman no cedió en su deseo de ser artista y eventualmente conseguiría trabajo como caricaturista del diario El Universo donde ganaba 90 sucres mensuales. Durante este periodo, Eduardo Kingman comienza su gran carrera como pintor.
En 1930 tres jóvenes escritores publican un libro insólito acerca de las clases sociales de la época: duro, de realismo crudo, con lenguaje popular, de penetrante y consistente denuncia de la condición de vida del campesino costeño. Los que se van sería uno de los libros que más influenciaría su estilo de visión rebelde formado en la Escuela de Bellas Artes. La expresión de Kingman maduraría en estos años decisivos junto a los escritos de Joaquin Gallegos Lara, Demetrio Aguilera Malta, Enrique Gil Gilbert, Jose de la Cuadra y Alfredo Pareja Diezcanseco, al dibujo y pintura de Galo Galecio y la escultura de Alfredo Palacio Moreno. Durante esos años mantuvo cierto contacto con el Grupo de Guayaquil, si bien el más asiduo fue su hermano Nicolás. En aquel ambiente bullían ideas revolucionarias, fuertes y pujantes, que fueron ganando espacio entre los jóvenes artistas y literatos. Entre los pintores de esos años se recuerda la amistad con Antonio Bellolio, Eduardo Solá Franco y Mario Kirby, y con el escultor Alfredo Palacio Moreno.
En 1933 Kingman realiza su primera exposición, en la galería Alere Flamman, en la última muestra del año, junto con Antonio Bellolio. Un escrito realizado años después lo describiría como Barrios obreros y retratos desafiantes y casi torpermente. Al año siguiente realizaría los grandes lienzos que iban a consagrarle a Kingman y a su estilo artístico. Lo que pasó con tres de esas pinturas tuvo un significado importante: fueron enviadas a Quito al salón Mariano Aguilera de 1935, donde fueron rechazadas; al año siguiente, una de ellas recibió el primer premio de pintura en el salón Mariano Aguilera de 1936.
Posteriormente expondría sus obras en la Escuela de Derecho junto con apuntes de escenas callejeras, y obtiene el primer premio. Llamó tanto la atención ver a tanta gente como estaban atentas, observando si en las pinturas comenzaba a darse la innovación que se daba en la literatura, que surge la idea de enviar las pinturas a Quito en busca del prestigio que suponían los premios de la sala Mariano Aguilera. Pedro Jorge Vera escribiría Hay que mirar “Un Obrero Muerto” para darse cuenta de cómo incita Kingman al motín, mientras que otra escrito refería a “Los Balseros” como a Un himno lleno de protestas. Frente a estas referencias izquierdistas, la burguesía, intimidada ante una expresión pictórica tan recia y con tanto poder para conmover, trataba de restar méritos a la originalidad de las obras: Es una mala imitación de Diego Rivera y con ello señalaron una fuente de la nueva corriente del artista; pero la señalaban mal. Con todas estas expectativas y rechazos, los cinco cuadros salieron a Quito, a la sala Mariano Aguilar. Pero el Salón declaró desierto el premio, la comisión de admisión del Salón había dicho que el color no era real y que la proporción de los miembros mostraba que el artista no sabía de anatomía. Pero la decisión no se debía únicamente al cambio tan drástico de estilos; había detrás prejuicios de clase.

Feafa lo denunció de esta manera:
Otros son los móviles que han determinado el rechazo de los cuadros de Kingman, móviles que, aunque parezcan ridículos, son auténticos. Por ejemplo: un aristócrata millonario, protector de los artistas decadentes de Quito, al presenciar el cuadro “Obrero Muerto” y ver el letrerito “Se prohíbe fumar”, soltó la carcajada, carcajada que aumentó de volumen al contemplar las figuras de los obreros, con esos brazos que se prolongan como queriendo apretujar la tierra. Y es natural que a un aristócrata le parezcan desproporcionados esos brazos enormes de trabajador. El aristócrata sólo sabe de brazos finos, carnosos, blandos al tacto, con hoyuelos que invitan al beso en el codo y el dorso de la mano. ¡Pero de brazos de trabajador qué va a saber el aristócrata! Hace falta vivir en el infierno del trabajo material para saber interpretar con toda su fuerza la expresión artística de los brazos del trabajador, esos brazos enormes que se levantan airosos para maldecir a Dios, que se extienden para estrangular al enemigo que envenena la vida de miserias o que descienden hacia la tierra para amasarla entre las manos, haciéndola más fecunda con el sudor de los rostros angustiados.
Benjamín Carrión, comentando el mismo premio desierto, escribiría:
Después de ver, profunda, emocionadamente, los cuadros de Kingman, que han servido de base para declarar desierto el premio Aguilera 1935, me creo en jubilosa plenitud de certidumbres y esperanzas para anunciar al arte de América que por fin, nos ha nacido en esta tierra el fuerte, el rudo, el verdadero pintor que, con paciencia israelita, hemos estado esperando.
Al año siguiente, el jurado del concurso Mariano Aguilera, formado por el poeta Gonzalo Escudero, el literato Pablo Palacio y Antonio Salgado, otorgaba el primer premio a El Carbonero de Kingman. Razonaban así su decisión:
...reputamos, por voto unánime, que el primer premio debe adjudicarse al cuadro “Carbonero” de Eduardo Kingman, cuya novísima inspiración social se asocia a la exelencia de una técnica que ha tratado la figura humana, trasladándola de la realidad al lienzo, con una pujante fuerza y una plasticidad viviente. Al verismo del dibujo anatómico, agrégase la revelación del estado psíquico, lealmente interpretado en el gesto y la actitud, signos de un drama profundo de nuestro tiempo. No obstante esto, opinamos que el fondo ambiental adolece de ciertas imperfecciones de perspectiva, así como son discutibles ciertos efectos de luz. Mas estas imperfecciones, no alcanzan a substraer a la figura del personaje proletario su reciedumbre y su virtud de centralizar y absorber a los elementos accesorios del cuadro.
Lo que más salta a la vista de la crítica del tiempo, en El Carbonero, fue el influjo de los grandes muralistas mexicanos, y en sus calidades formales, la desproporción anatómica. Sobre todo los enormes brazos que casi caracterizaban a esa figura, no solo como gesto, sino como rasgo de su constitución somática.

## Regreso a Quito y el indigenismo
Kingman se instala definitivamente en Quito en 1934 y el triunfo de 1936 lo sitúa en la primera línea de la intelectualidad quiteña. Quito, menos rico y menos activo que el puerto de Guayaquil, vivía más intensamente la política y la cultura. El joven pintor, vibrante de ideas socialistas, se une a una vanguardia literaria y plástica que presentaban cada vez con más fuerza ideales de denuncia en contra de las clases dominantes (terratenientes feudales). Pablo Palacio había desconcertado a la burguesía con la publicación en 1932 de su revolucionaria obra Vida del ahorcado, mientras que Jorge Icaza había publicado su vehemente y trágica Huasipungo en 1934. Benjamín Carrión, Alejandro Carrión y Pedro Jorge Vera escribían un periodismo de denuncia social. Para 1936, el Sindicato de Escritores y Artistas del Ecuador (SEA) realizó la primera exposición del poema mural ilustrado. Kingman participó ilustrando la mayor parte de las creaciones líricas, cuyos contenidos se inscribieron en pensamientos revolucionarios, antifascistas y socialistas. José Alfredo de Llerena, en la crónica del evento, precisó sobre Kingman como creyente de “que la literatura y la pintura deben marchar del brazo, ambas al servicio de una filosofía social”.

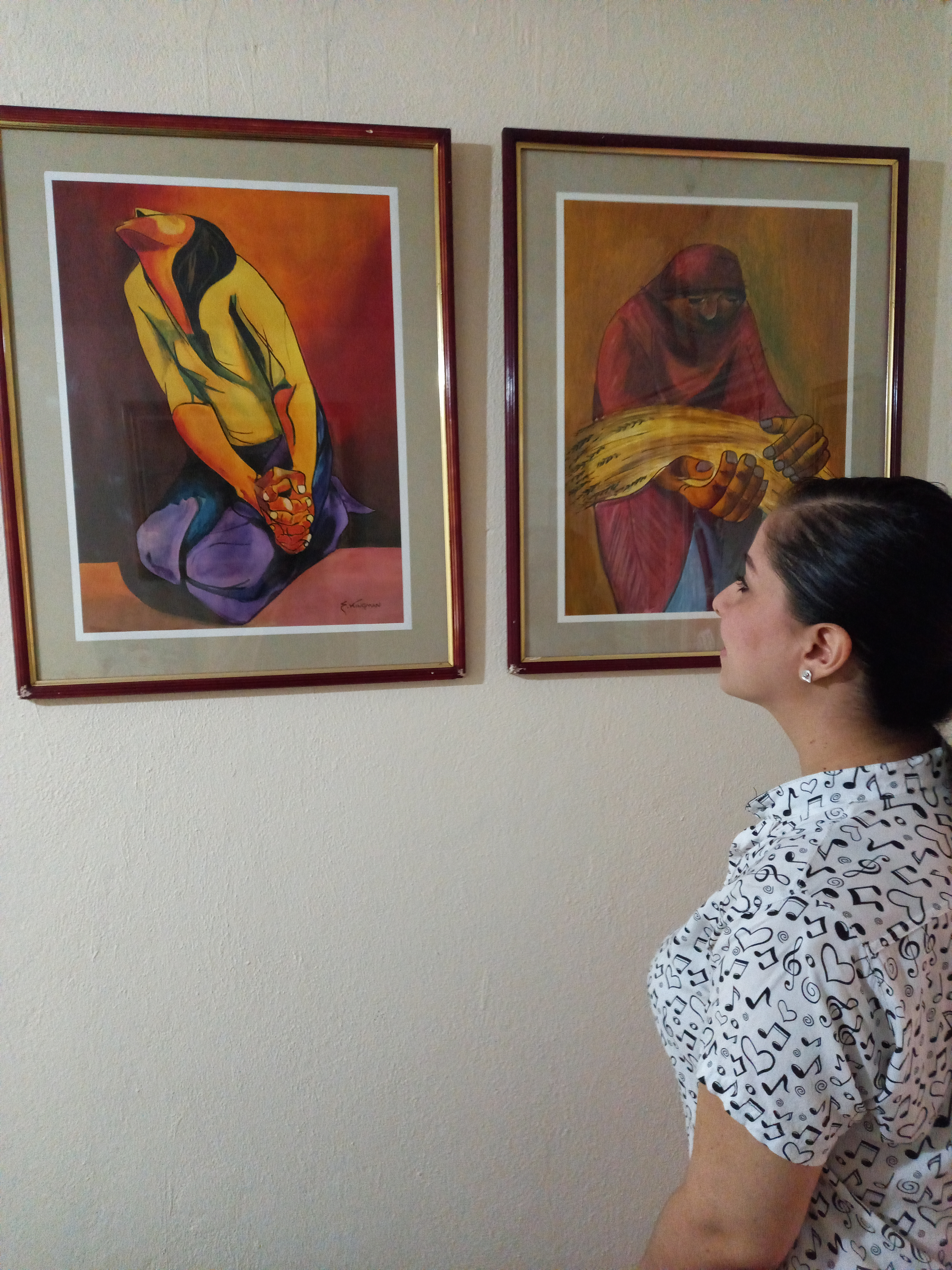
Pinturas de Kingman

La situación política del Ecuador se había vuelto peligrosa. Federico Páez había llegado al poder como Encargado del Mando Supremo de la República designado por la Junta de altos oficiales del Ejército. Cuando los sindicatos protestaron por el despilfarro y poco organizado manejo de la economía nacional que encarecía de manera grave el costo de la vida, Páez se volvió a la derecha y pasó al extremo de constantes represiones sociales. Alfredo Pareja Diezcanseco escribiría: La represión fue vengativa y torpe. Todo hombre de letras, todo ciudadano honesto, sobre el cual cayese alguna sospecha o la denuncia del soplón, fue perseguido; quien confinado a las Islas Galápagos, quien a la cárcel, quien al destierro(5). La dictadura de Páez caería en 1937 y nuevamente se abrirían las posibilidades para los intelectuales progresistas. Alberto Enríquez Gallo derogó la Ley de Seguridad Social, se abrirían las cárceles, y se aceleró la elaboración del Código de Trabajo. Volvió a ser posible la discusión de ideas y la producción de obras literarias. Eduardo Kingman ocupó la secretaría de la Escuela de Bellas Artes.
En esa dirección de un arte que buscaba desmitificar falsos valores y denunciar la injusticia de una sociedad construida por la clase dominante en su exclusivo provecho, trabajaban, de manera unánime en Quito: Kingman, Diógenes Paredes, Leonardo Tejada, Luis Moscoso, Germania de Breilh, José Enrique Guerrero, Jaime Andrade, Piedad Paredes, Bolivar Mena Franco, Gerardo Astudillo y César Andrade Faini, y en Guayaquil Galo Galecio, Segundo Espinel y Alfredo Palacio Moreno. Kingman con su obra "El Carbonero" había logrado el reconocimiento oficial del movimiento.
Tres siglos de explotación hispana y un siglo republicano de lo mismo habían reducido al indio a una condición miserable y deplorable. Los indígenas eran tratados como la más baja clase social y servían como esclavos en varías haciendas y huasipungos; no tenían ningún tipo de derechos fundamentales y no tenían la más mínima oportunidad de integrarse el progreso. Los periódicos de la época que anunciaban la venta de haciendas con indios incluidos, no hacían sino reflejar tal situación, que muchos daban por normal y otros trataban de no ver. Denunciar esta enorme injusticia se convirtió en la gran empresa del indigenismo pictórico, y Kingman se puso en primera línea. Este drama de la gente indígena iba a presidir su obra más dramática y fuerte de los siguientes cinco años, hasta culminar con uno de sus lienzos magistrales, Los Guandos.
Pero frente a otros indigenistas, la pintura de Kingman iba a mostrar rasgos inconfundibles: no se quedaba en el planteo económico y social; ahondaba en la interioridad del indígena y mostraba su lado más humano: de ternura, de gravedad y nobleza, de religiosidad. El cuentayo es un estudio de la soledad y la representación grave y a la vez casi embrutecido de un oficio. Fin de fiesta cuenta el drama individual y colectivo de la degradación de la fiesta. La muda en la flor ahonda en la fragilidad de una inocencia que se ignoraba a sí misma, al borde de un mundo brutal. Amanecer sugería las grandezas del trabajo agrícola, aun en las desoladoras condiciones del trabajo ajeno y dominado. Pero no era el indígena lo único que le interesaría a Kingman, también le atraía lo mestizo y cotidianos y obscuros quehaceres de la clase media baja de las ciudades, prueba de ello es La visita la cual capta el rito de las interminables visitas, en las pesadas tardes de una sociedad cerrada y agobiante.

## Exposiciones en otros países
Con estas influencias, maneras, calidades y algunas de sus obras, Kingman salta al exterior. En 1938 expone sus obras en Bogotá; en 1939 asistió a Camilo Egas con pinturas y decoraciones para el pabellón de Ecuador en la Exposición Mundial de Nueva York; en 1940 el Museo de Arte Moderno de Nueva York adquiere el óleo Los Chucchidores; en 1942 forma parte de una selectísima muestra de arte contemporáneo de los países andinos en el Museo de Arte de Newark y expone en el Museo de Bellas Artes de Caracas.
La exposición de Bogotá fue decisiva para Kingman. El joven artista llegó a la capital colombiana sin el propósito de exponer, formando parte de una delegación cultural ecuatoriana. Fue Benjamín Carrión quien forzó la muestra: los cinco lienzos que iban a exponerse como parte de la delegación y dos de su propia colección, hizo que el pintor añadiese algunos nuevos , que llegaron a cinco óleos y unos cuantos dibujos y acuarelas. Luego Carrión, procuró rodear la muestra de conferencias y toda una tupida red de críticas y comentarios.

En Caracas la recepción de las obras de Kingman fue igual de entusiasta y la inteligencia no menos justa. De modo especial se priorizo el color. (Importa anotar que la muestra abierta en el Museo de Bellas Artes en octubre de 1942 era bastante más sólida y bella que la de Bogotá. Entre los veintidós grandes óleos expuestos se encontraban obras insignes como Regreso y Los Guandos). No faltaron observadores a los que la expresión del ecuatoriano resultaba insólita y perturbadora. La perplejidad presidía, por dar un caso, el comentario de la Revista de las Indias cuando llegó la muestra bogotana de la Biblioteca Nacional, que precedió por breve lapso a la de Caracas, escribió que
...los tonos de Kingman tienden a lo sombrío y a lo monocromo. Sus figuras muestran grandes manos, grandes pies, colgados de cuerpos que no coinciden, ni con el tamaño ni con la posición, con lo que se denomina posiciones naturales. Son figuras retorcidas, absurdas, contrahechas, trágicas.
En Perú no expuso. Pero en 1941 lo recorrió hasta el Cuzco y Machu Picchu. Esta visita lo aproximó al indigenismo peruano. Más allá de rápidos contactos con el arte contemporáneo del Perú, la visita a todo lo que fue el Tahuantinsuyo y a su otro centro sagrado, dio al artista la dimensión justa de la antigua grandeza de los seres a los que el retrataba en su miserable y casi ruin condición actual. Se ratificó en que no se equivocaba al dotarles de una recóndita y subterránea nobleza.
Si los viajes a Colombia y a Venezuela estuvieron llenos de satisfacciones, y su viaje por Perú tuvo tanto de emocionante y deslumbrante, el primer viaje a Estados Unidos fue totalmente lo contrario; gris y casi desolador, se realizó a finales de 1939. Eduardo Kingman y Bolívar Mena Franco se ganaron el cargo de ayudantes de Camilo Egas para la pintura mural interna del pabellón ecuatoriano de la Exposición de Nueva York. La gran metrópoli no atrajo a Kingman como motivo para su pintura y apenas si le dedicó un par de acuarelas. Su único deseo era regresar lo más pronto posible a Ecuador. A su regreso a Quito, Kingman pinta murales, hace grabados (xilografías), ilustra libros de los escritores de la generación, triunfa en un concurso de afiches y abre la Galería Caspicara en 1945, la única que tendría la ciudad por años, además de disfrutar su tiempo junto a poetas, relatistas, pintores, diletantes, graciosos y vagos.

### El Muralismo
Los primeros murales los pintó a muy poco de haber llegado a Quito. En La Granja, casa de campo de Benjamín Carrión situada en Conocoto, pintó cuatro paredes, al fresco: La Siembra, La Cosecha, La Feria y La Fiesta, que representaban quehaceres y ritos agrícolas y festivos de las gentes indias. Faltos de la compleja grandeza que lograrían sus lienzos, estos lucían algún sentido muralístico. Para 1944 elaboró cuatro murales para la exposición de industrias del Ministerio de Agricultura e Industrias. Fueron La industria, La agricultura, El turismo de la sierra y El turismo de la costa. En ellas se reflejan algunos detalles propios del estilo de Kingman como la mujer que hace cerámica en La industria o la mujer chola que escucha al cantor en El turismo de la costa. La hora del gran muralismo ecuatoriano llegaría con la apertura del nuevo edificio de la Casa de la Cultura Ecuatoriana, pero para entonces Kingman estaría requerido por otros intereses.
En cambio la xilografía da a Kingman la oportunidad de lucir sus estupendos dotes de dibujante. En 1937 publica una carpeta con toda una serie de Hombres de Ecuador; dos años después Nuevo Continente de México reproduce, en gran formato, los grabados de Kingman. Todos estos grabados que recorrían el mundo le abrieron las puertas para participar en una colectiva de arte novísimo de América Latina junto a Rivera, Cândido Portinari y otras figuras. Presenta la xilografía El indio y la tierra que mueve al crítico Alfred Frankenstein a escribir: Kingman es un artista que claramente ha pasado mucho tiempo en el fructífero y efectivo estudio del estilo expresionista alemán.

### La Casa de la Cultura Ecuatoriana
Muchas cosas cambian para la cultura ecuatoriana con la fundación, en 1944, de la Casa de la Cultura Ecuatoriana, que fue uno de los proyectos más grandes de Benjamín Carrión. La Segunda Guerra Mundial, la derrota del ejército ecuatoriano contra el Perú en 1941 y el retorno al poder del líder carismático del pueblo Velasco Ibarra, fueron grandes influencias para los ecuatorianos, a la vez que se inauguraba la Casa de la Cultura.

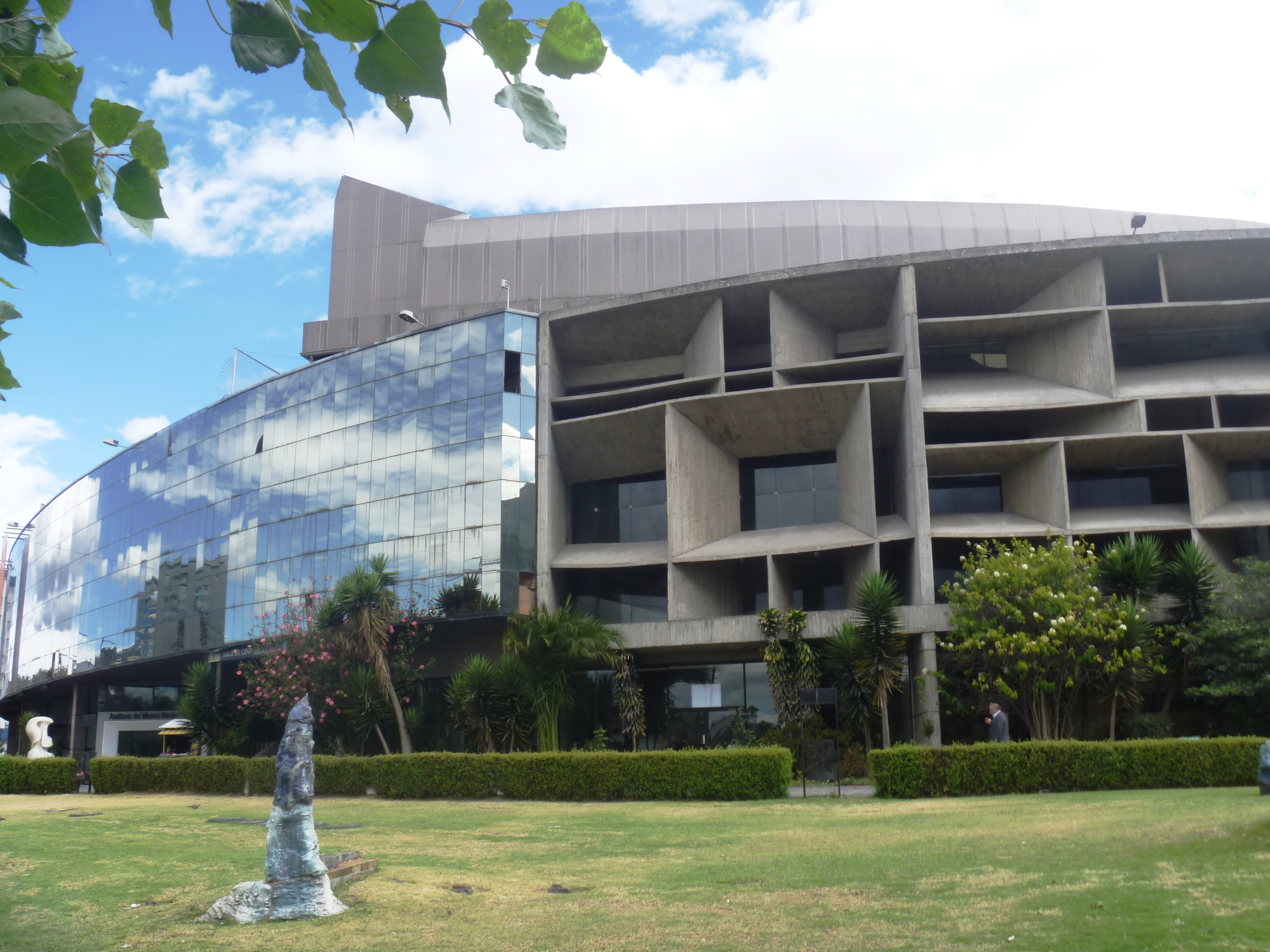
Casa de la Cultura Ecuatoriana, donde en honor a Eduardo Kingman se nombró un salón de exposición de arte

A Kingman la fundación de la Casa de la Cultura lo encuentra como un pintor ya consagrado y realizado. Es más lo que Kingman le da, que de lo que de ella recibe. Es uno de sus fundadores. Es el representante de las artes visuales en ese selecto grupo de fundadores. (Otros pintores importantes del tiempo se harían en la Casa de la Cultura. El caso más notable es el de Guayasamín, a quien la institución le da la posibilidad de trabajar su Huacayñan y Carrión le asegura un importante premio en una bienal española). El Kingman de este periodo es el de Alfarera, Ceguera y Descendimiento. Ceguera es un cuadro muy dramático y representa a un hombre de ojos sin luz guiado por la niña lazarilla de grandes ojos tristes. En marzo de 1948, Kingman se posesiona del cargo de director de Patrimonio Artístico Nacional, y anuncia trabajos muy serios como el primer catálogo del Museo de Arte Colonial. Todos estos proyectos burocráticos iban a restar tiempo a la pintura; pero no a paralizarla. Al año siguiente, en abril de 1949 abre en la Sala del Museo, una exposición de veintiséis óleos.
La mano de Dios presenta cambios en su estilo artístico como una nueva depuración del color y nuevas maneras de equilibrios, ritmos y relación dibujo-color. Con lo uno y con lo otro logra grandes satisfacciones. Ese año cada una de las dos exposiciones le otorga los dos premios nacionales de pintura. Yo, prójimo le otorga en Mariano Aguilera mientras que Cajonera, La candela y Sed le otorgan el primer lugar en el sexto Salón Nacional de Artes Plásticas. Así las cosas, llegaron las dos muestras grandes de 1957 de Quito y Guayaquil que sirvieron para que intelectuales, críticos y públicos del país hicieran el balance de lo que podría considerarse el segundo periodo de la producción de Kingman. Las setenta obras daban pie para ello. A comienzos de la década de los sesenta, Kingman pinta Guagua en surco. Este cuadro tiene mucho de retorno a la tierra. La búsqueda de materiales fuertes, con algo de telúrico en sí, se prolonga en estos años. Y, como el óleo no sufre tales intrusiones, Kingman decide pintar al acrílico.
En 1962 editó láminas en los folletos del Ministerio de Educación. En 1963 se presenta en México y luego en 1966 abre una muestra en el Museo de Arte Colonial. A mediados de 1971, revista Américas dedicó un largo artículo a Eduardo Kingman y lo tituló Painter of Hands (El pintor de las manos). Decía en él Darío Suro que: "no se puede concebir el universo de Kingman sin manos", y reparaba en que obras y dibujos de esta época enfatizaban las manos. En 1970 Kingman termina sus labores en el Museo de Arte Colonial. Poco tiempo después deja su casa en Quito y se traslada al Valle de Los Chillos.

### La Posada de la Soledad
En 1972 el país sufre un cambio radical con el Boom petrolero, lo que genera nuevos empresarios familias de clase media alta, y crea nuevas galerías de arte, además que los precios de las obras se elevan considerablemente. Para ese año Kingman decide trasladarse de Quito al Valle de Los Chillos, a una casa de pueblo que era una antigua panadería hermosamente remodelada a la cual llamaría La Posada de la Soledad. Eventualmente forma parte de la Comisión de Fiscalización y Reordenamiento de la Casa de la Cultura y de elaboración de una nueva Ley de Cultura.
El rezago que presentaba la sociedad cultural quiteña de la época, retira de la vida pública a Kingman, quien solo desea descansar, pensar, leer, charlar con buenos amigos y , por supuesto, pintar. En años posteriores, serían contadas las veces que rompería su retiro: en 1973 viaja a Guayaquil a recibir la condecoración Estrella de Octubre, y en 1975 llega a la Cancillería para que se le imponga la condecoración de la Orden Nacional al Mérito en el grado de Comendador. Luego regresaría al retiro en su casa. A finales de los 1976 la Cancillería invita a Kingman para una muestra que se iba a realizar en París al año siguiente. Dentro del colectivo nacional, el gran artista tendría una amplia sala para él solo. Pero la burocracia diplomática estuvo lejos de cumplir con lo ofrecido a Kingman. De regreso de París, Eduardo Kingman traía una gran decepción, puesto que se le otorgó una galería mal situada, poco visitada, absolutamente de segunda, donde no se cumplió la oferta de la gran sala y la presentación a modo de muestra individual de toda aquella obra importante. En 1985 a finales de enero Eduardo Kingman se convirtió en una de las grandes figuras de la gran exposición de Arte Sacro Contemporáneo del Ecuador que se abrió en Guayaquil. Cerca del final de su carrera, Kingman fue honrado con una exposición con su arte en las Naciones Unidas, Nueva York.

## Fallecimiento
Kingman era un fumador frecuente lo que, con el tiempo, le provocaría arrestos de salud. En octubre de 1997 tomó unas vacaciones en Bahía de Caráquez con su familia pero eventualmente se sintió muy débil y regresó a Quito donde tomó un descanso debido a problemas médicos. Paso tres semanas internado en un hospital de la capital hasta que una enfermedad degenerativa además de un enfisema pulmonar provocada por los años como fumador lo condujo al deceso por leucemia. Fallece el 27 de noviembre de 1997, a los 84 años de edad. Sus restos se encuentran actualmente en el cementerio Jardines del Valle de la ciudad de Quito.

## Premios y condecoraciones

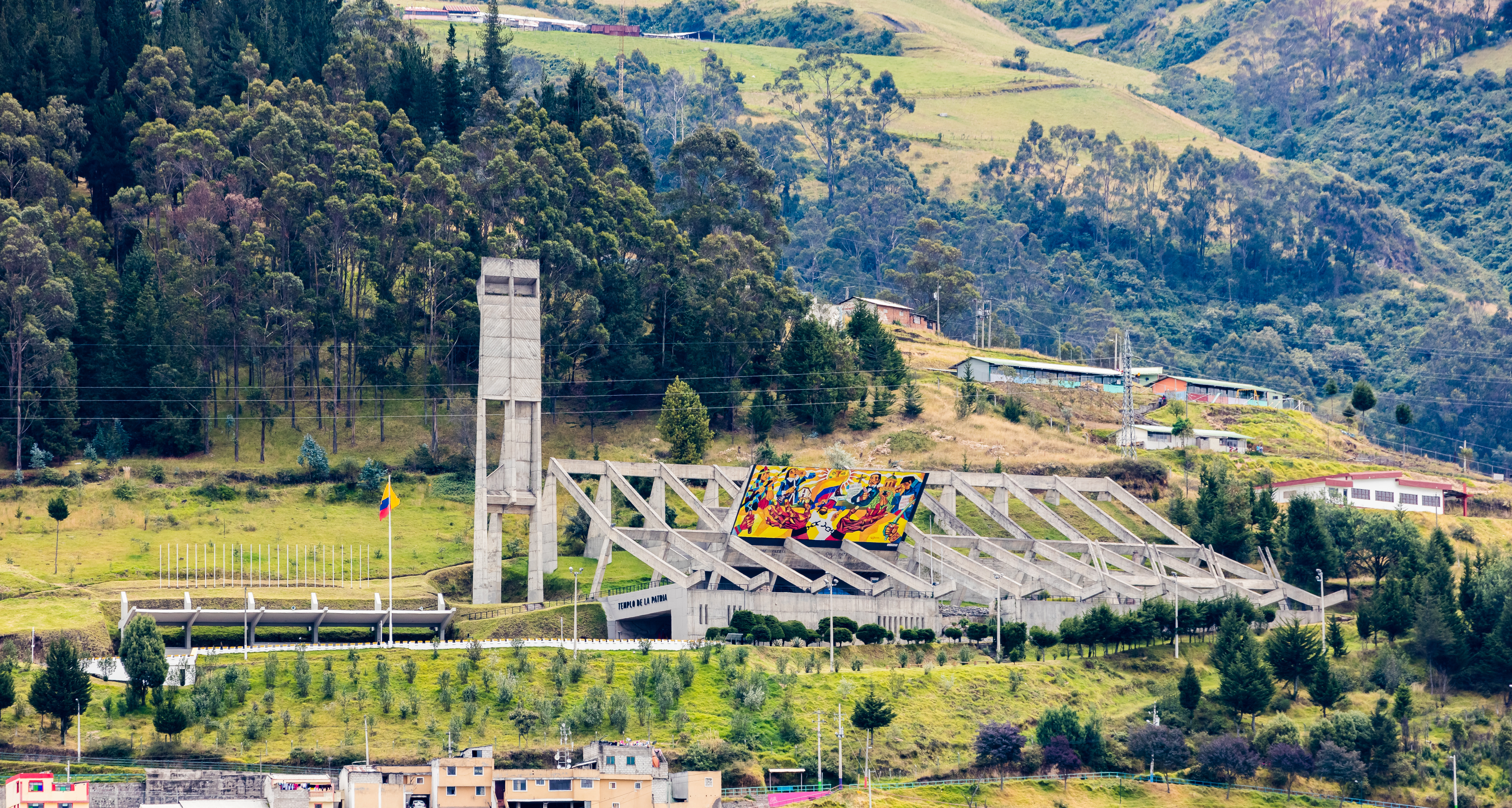
Mural del Templo de la Patria, en las faldas del Volcán Pichincha, Quito.

### Premios
- 1936 - Primer premio en el Salón Mariano Aguilera con El Carbonero.
- 1947 - Primer premio en el tercer concurso de Bellas Artes de la Casa de la Cultura Ecuatoriana con La Noche.
- 1953 - Primer premio en el sexto concurso de Bellas Artes de la Casa de la Cultura Ecuatoriana con La Cajonera, La Candela y La Sed.
- 1959 - Primer premio en el Salón Mariano Aguilera con Yo, el prójimo.
- 1986 - El gobierno ecuatoriano le otorga el Premio Eugenio Espejo. Máximo Galardón nacional a la labor cultural.
- 1994 - El gobierno ecuatoriano hace entrega de la Orden Nacional Honorato Vásquez.
- 1994 - La Organización de Estados Americanos (OEA) hace la entrega del premio Gabriela Mistral a las Bellas Artes.

### Condecoraciones
- 1973 - Estrella de Octubre otorgada por la Municipalidad de Guayaquil.
- 1975 - Premio Nacional al Mérito en el rango de Comendador conferido por la Cancillería del Ecuador.
- 1980 - Medalla conferida por la Sociedad Lojana.
- 1984 - Medalla al Mérito Atahualpa en el Grado de Caballero otorgado por el Ministerio de Defensa.
- 1986 - Medalla al trabajo artístico conferida por la Asociación de Artesanos del Ecuador.
- 1986 - La Casa de la Cultura Ecuatoriana rinde homenaje a Eduardo Kingman con la designación del Salón Eduardo Kingman.
- 1986 - Declarado como lojano ilustre.
- 1987 - Doctorado honoris causa otorgado por la Universidad de Loja.
- 1987 - Kingman es investido con el rango de Coronel por el Estado de Kentucky, U.S.A.
- 1991 - Premio Rumiñahui otorgado por el Municipio de Quiton el Municipio de Rumiñahui para que restaure la casa, mientras que algunos cuadros de Kingman siguen en manos de museos y coleccionistas privados.[3]